# Georges Thiébaud
Eugène Georges Thiébaud, född den 16 mars 1850 i Toulouse, död den 21 januari 1915 i Paris, var en fransk politiker.
Thiébaud var tidningsman först i landsorten och från 1885 i Paris, där han 1887 gjorde sig bemärkt som journalistisk ledare av propagandan för general Boulangers val först till deputerad i så många valkretsar som möjligt och sedermera till republikens president. Då Boulanger närmade sig rojalisterna, bröt emellertid Thiébaud, som var övertygad republikan, ostentativt med honom och lät uppställa sig som hans motkandidat vid ett parlamentsval. Thiébaud verkade därefter vid Barrès sida som en bland nationalismens ivrigaste banerförare; 1899 invecklades han i ett riksrättsåtal och undgick häktning endast genom snabb flykt. Bland hans skrifter märks Le parti protestant et le progrès du protestantisme en France depuis vingt-cinq ans (1895), Parlementaire et plébiscitaire (1900), Souvenirs d’un publiciste (1908–09) och Le secret du règne (1909).

## Fotnoter
1. ↑  Léonoredatabasen, Frankrikes kulturministerium, Léonore-ID: LH//2646/40, Léonore Web-ID: 356492, läst: 9 oktober 2017.[källa från Wikidata]
2. 1 2  Léonoredatabasen, Frankrikes kulturministerium, Léonore Web-ID: 356492, läst: 12 januari 2025.[källa från Wikidata]
3. ↑  SNAC, SNAC Ark-ID: w6zt6dkn, läs online, läst: 9 oktober 2017.[källa från Wikidata]